# Referèndum constitucional de Corea del Sud de 1975
El 12 de febrer de 1975 es va celebrar un referèndum constitucional a Corea del Sud. El referèndum tenia com a objectiu confirmar l'autenticitat de la constitució, i va ser aprovat pel 74,4% dels votants, amb una participació del 79,8%.

## Resultats
| Opcions                        | Vots       | %    |
| ------------------------------ | ---------- | ---- |
| Per                            | 9.800.206  | 74.4 |
| En contra                      | 3.364.798  | 25.6 |
| Vots en blanc/no vàlids        | 239.241    | –    |
| Total                          | 13.404.245 | 100  |
| Electors inscrits/participació | 16.788.839 | 79,8 |
| Font: Nohlen et al.            |            |      |